# 山梨交通韮崎営業所
山梨交通韮崎営業所（やまなしこうつうにらさきえいぎょうしょ）は、山梨県韮崎市に位置する山梨交通の営業所。

## 概要
韮崎駅を基点に甲府駅方面や増富・仁田平方面、受託路線として白州方面へ向かうバスを運行している。
2002年（平成14年）の山交タウンコーチ発足に伴い同社の営業所となっていたが、2018年（平成30年）10月1日付で同社が山梨交通に吸収合併されて以降は山梨交通の営業所となっている。
2017年（平成29年）12月1日、営業所機能を韮崎市栄に移転し、管轄路線のダイヤ改正などが行われた。

## 管轄路線
PASMOなどの交通系共通ICカードを利用可能である。
- 08系統：甲府駅 - 一高前 - 湯村温泉入口 - 敷島仲町 -  韮崎駅
- 35系統：甲府駅 - 貢川 - 山梨県立美術館 - 竜王新町 - 野牛島 - 六科 - 大草 - 韮崎駅
- 韮崎営業所 - 韮崎駅 - 百観音[注 1] - 若神子 - 塩川[注 1] - 増富温泉郷
- 韮崎営業所 - 韮崎駅 - 文化ホール - 浅尾[注 2] - 仁田平

08系統及び35系統、増富温泉郷線は地域間幹線系統である。

## 受託路線
以下の路線は韮崎市および北杜市から受託し運行している。ICカードはPASMOなどの交通系ICカードを使用可能。
- 韮崎営業所 - 韮崎駅 - 牧の原[注 1] - 松原上 - 下教来石

### 八ヶ岳鉢巻周遊リゾートバス
- JR小淵沢駅 - スーパーやまと - ホテル風か（アウトレット入口） -　道の駅こぶちさわ  -　富士見高原別荘地「と」地区入口　- 富士見高原ペンションヴィレッジ　- 富士見高原　花の里　- 八峯苑鹿の湯　- そば処　おっこと亭　- 八ヶ岳・カントリーキッチン　- 八ヶ岳美術館　- 八ヶ岳自然体文化園　- もみの木湯・樅の木荘　- 808 Kitchen & Table　- たてしな自由農園

山梨交通が北杜市・長野県諏訪郡富士見町・原村から委託を受けて運行する路線。運行はゴールデンウィークと夏の期間限定である。